# Proteuxoa angasi
Proteuxoa angasi là một loài bướm đêm thuộc họ Noctuidae. Nó được tìm thấy ở Nam Úc, New South Wales và Victoria.